# Tom Matthews
Tom Matthews (ur. 2 grudnia 1980) – amerykański snowboardzista. Nie startował na igrzyskach olimpijskich ani na mistrzostwach świata w snowboardzie. Najlepsze wyniki w Pucharze Świata osiągnął w sezonie 1996/1997, kiedy to zajął 63. miejsce w klasyfikacji generalnej, a w klasyfikacji halfpipe’a był trzeci.
W 1998 r. zakończył karierę.

## Sukcesy

### Puchar Świata

#### Miejsca w klasyfikacji generalnej
- 1996/1997 - 63.
- 1997/1998 - 127.

#### Miejsca na podium
1. Olang – 2 marca 1997 (Halfpipe) - 1. miejsce